# Top Ten
Top Ten fue un programa de televisión mexicano producido y transmitido por la cadena de televisión TV Azteca entre los años 1999 y 2014 que enlistaba los 10 temas musicales más populares de la semana. Es considerado en su país de origen como el primer y más antiguo programa de su género.

## Sinopsis
Top Ten era un programa de temática musical que se transmitía a medio día todos los sábados en el que se mostraban las 10 canciones más populares de la semana basándose en las listas de popularidad, las canciones más solicitadas por los radioescuchas en la radio y especialmente, las opiniones del público que recogían mediante las votaciones que se realizaban en el programa y que fueron imprescindibles para crear nuevas listas sobre diferentes temas cada semana, aunque no fuesen sobre canciones actuales. Además, obtenían información a menudo exclusiva referente a los grupos y/o cantantes del momento a través de notas informativas, datos curiosos y las oportunas entrevistas que se realizaban semana a semana.
El programa es considerado en México como el primero, el más antiguo, el más popular y el que más tiempo estuvo al aire de su tipo.

## Historia
El programa comenzó sus transmisiones el 20 de marzo de 1999, con la conducción de Sandra Chaín hasta el 2007 y estaba bajo la producción de Esteban Macías.
Después lo condujeron Fer Gay y Pía Watson, quien fue cambiada por Tania Rincón en el 2008, luego le siguió Thali García en 2011 y en ese mismo año llega en su lugar Ingrid Lazper.
En 2007 y con motivo de su quinto aniversario, el programa se renovó de manera radical cambiando la imagen del programa, lo cual dio lugar a que entre el top de las diez canciones más populares también se incluyeran canciones en inglés, lo que a su vez permitió que artistas de fama internacional fueran entrevistados en el programa, tales como Bon Jovi, Kansas, Paulina Rubio, Ricky Martin, Lou Bega, Iron Maiden, entre otros, además de las entrevistas con varios artistas famosos de música en español.
A lo largo de todos sus años de transmisión, el programa sufrió bastantes cambios y renovaciones para adaptarse a los gustos de la audiencia durante cada nueva etapa, lo que mantuvo al programa entre la preferencia del público y aseguró su éxito durante sus catorce años de transmisión.
Finalmente, el 8 de junio de 2014, el programa deja de ser transmitido y el 17 de agosto de ese mismo año, se estrena el programa Conexión, con un formato muy similar que salió del aire en junio de 2015 por bajo rating.